# Colocasia mus
Colocasia mus är en fjärilsart som beskrevs av Charles Oberthür 1884. Colocasia mus ingår i släktet Colocasia och familjen Pantheidae. Inga underarter finns listade i Catalogue of Life.